# Abayubá Ibáñez
Abayubá Ibáñez Bentancour – urugwajski piłkarz, pomocnik.
Jako piłkarz klubu Defensor Sporting był w kadrze reprezentacji podczas turnieju Copa América 1967, gdzie Urugwaj zwyciężyła w mistrzostwach Ameryki Południowej. Ibáñez nie zagrał w żadnym meczu. W latach 1964–1971 wystąpił w trzynastu meczach reprezentacji.